# Bataille de Fère-Champenoise
Sixième Coalition
Batailles
Campagne de Russie (1812)
- Liste des batailles
- Mir
- Moguilev
- Ostrovno
- Vitebsk
- Kliastitsy
- Smolensk
- 1re Polotsk
- Valoutina Gora
- Moskova
- Moscou
- Winkowo
- 2e Polotsk
- Maloïaroslavets
- Gorodnia
- Czaśniki
- Viazma
- Smoliani
- Krasnoï
- Bérézina

Campagne d'Allemagne (1813)
- Dantzig
- Lunebourg
- Möckern
- Lützen
- Bautzen
- Reichenbach
- Haynau
- Luckau
- Hoyerswerda
- Lauenbourg
- Goldberg
- Gross Beeren
- Katzbach
- Dresde
- Kulm
- Dennewitz
- Peterswalde
- Liebertwolkwitz
- Leipzig
- Hanau
- Sehested
- Torgau
- Hambourg

Campagne de France (1814)
- Sainte-Croix-en-Plaine
- Besançon
- Mayence
- Metz
- Saint-Avold
- 1re Saint-Dizier
- Brienne
- La Rothière
- Campagne des Six-Jours (Champaubert
- Montmirail
- Château-Thierry
- Vauchamps)
- Mormant
- Montereau
- Bar-sur-Aube
- Saint-Julien
- Laubressel
- Berry-au-Bac
- Craonne
- Coutures
- Laon
- Soissons
- Mâcon
- Reims
- Saint-Georges-de-Reneins
- Limonest
- Arcis-sur-Aube
- Fère-Champenoise
- 2e Saint-Dizier
- Meaux
- Claye
- Villeparisis
- Paris

- Feistritz
- Caldiero (en)
- Trieste
- Mincio

- Hoogstraten (de)
- Anvers
- Berg-op-Zoom
- Courtrai

La bataille de Fère-Champenoise, qui s'est déroulée le 25 mars 1814, a opposé l'armée française de Napoléon Ier et les armées de la Sixième Coalition durant la campagne de France (1814). La bataille se solde par la défaite de l'armée française et ouvre aux troupes alliées la route de Paris.

## Contexte
Après la bataille de Leipzig, Napoléon Ier rentre en France avec une armée battue. L'Europe tout entière est à ses trousses : près d'un million de coalisés, soit 345 000 Russes, 207 000 Prussiens, 170 000 Autrichiens, 21 000 Suédois, 10 000 Danois, 10 000 Hollandais, 9 000 Anglais et plus de 215 000 troupes allemandes (autres que prussiennes) franchissent le Rhin et marchent sur Paris pendant qu'Anglais, Espagnols et Portugais franchissent les Pyrénées. Trois armées coalisées forment la menace principale sur le Rhin :
- La Grande Armée de Schwarzenberg qui franchit le Rhin par la Suisse et marche sur Paris par Langres, Troyes et la rive gauche de la Seine ;
- L'Armée de Silésie de Blücher qui franchit le Rhin à Mayence et marche sur Paris par la Lorraine, Reims et la rive droite de la Marne ;
- L'Armée de Suède de Bernadotte qui traverse le Rhin en Hollande et marche sur Paris par la Belgique, Laon et la rive gauche de l'Oise.

Au terme d'une brillante mais désespérée campagne de France, Napoléon Ier va réussir à placer sa petite armée entre les deux armées coalisées de Blücher et Schwarzenberg. Pendant tout le mois de février et les premiers jours de mars, il n'aura de cesse de passer d'une armée à l'autre leur infligeant une série de défaites partielles. Mais les dernières batailles (Craonne le 7 mars et Laon les 9 et 10 mars contre l'armée de Blücher) ont été particulièrement meurtrières pour l'armée française et n'ont apporté aucun avantage décisif.
Le 13 mars 1814, Napoléon écrase le corps russe isolé de Saint-Priest à la bataille de Reims. Il va stationner à Reims deux jours, ne sachant quel parti prendre entre reprendre l'offensive sur Blücher à Laon, ou attaquer Schwarzenberg sur Troyes ou encore gagner l'Alsace pour y délivrer les nombreuses garnisons françaises assiégées.
Le 15 mars 1814, la situation générale des forces en présence est la suivante : les maréchaux Macdonald et Oudinot sont à Provins avec 33 000 hommes pour empêcher les 190 000 hommes du prince de Schwarzenberg qui sont entre Troyes et Nogent-sur-Seine, tentant de traverser le fleuve pour marcher sur Paris. De l'autre côté, les maréchaux Marmont et Mortier sont sur l'Aisne du côté de Soissons avec 18 000 hommes et font face à l'armée de Silésie du maréchal Blucher et ses 90 000 hommes. Au centre à Reims, Napoléon est avec 16 000 hommes, prêt à se porter d'un côté ou de l'autre. Il y a aussi environ 20 000 hommes à proximité de Paris pour la défense de la capitale.

## Manœuvres amenant la bataille de Fère-Champenoise
Nota : les manœuvres des armées conduisent au double combat de Arcis-sur-Aube de Napoléon et Macdonald contre Schwarzenberg le 20 et 21 mars puis au combat de Fère-Champenoise le 25 mars entre Marmont et toutes les armées coalisées. Seuls les mouvements ayant un lien direct avec le combat de Fère-champenoise sont rapportés dans ce chapitre, bien que la manœuvre d'Arcis-sur-Aube ait une influence déterminante sur la bataille de Fère-Champenoise.
Le 15 mars 1814, Napoléon se décide à quitter Reims pour marcher sur Épernay et Châlons-sur-Marne. À ce moment-là, il ne sait pas encore s'il va marcher sur Troyes pour tomber sur les arrières de Schwarzenberg ou marcher sur Nancy pour libérer les garnisons de l'Est et renforcer son armée. Pour le moment, il laisse sur l’Aisne les corps de Marmont et de Mortier (17 400 hommes) couvrir le mouvement de l’armée. Les maréchaux ont pour instructions d’empêcher l’avance de Blücher (90 000 hommes) soit qu’il voulut marcher sur Paris, soit qu’il voulut marcher sur Châlons pour tomber sur les arrières de Napoléon. Pour couvrir ces deux hypothèses, les maréchaux prennent les positions suivantes : Marmont à Fismes doit empêcher une marche sur Reims. Mortier à Soissons doit empêcher une marche sur Paris.
Le 16 mars 1814, Marmont aperçoit la concentration des corps de Blücher vers Craonne. L’ennemi semble vouloir marcher sur Reims. Il en informe Mortier et lui conseille de marcher sur Fismes. Lui-même marche sur Pontavert et Berry-au-Bac pour s’opposer au passage de l’Aisne. Marmont a proposé à Mortier de se réunir à lui à Reims.
Le 17 mars 1814, Mortier arrive à Fismes. N'y croisant aucune unité du 6e corps, le duc de Trévise se rend alors à Reims, où il arrive en début de matinée du 18, sans non plus y trouver trace de Marmont ; le général Belliard envoie une reconnaissance qui pousse jusqu'à Corroy et y trouve les cosaques. Marmont, de son côté, débordé de toutes parts par un ennemi quatre fois supérieur, est contraint de se replier sur Fismes, où il espère trouver Mortier. Malgré la présence en masse de l’ennemi entre Berry-au-Bac et Pontavert, ce qui semble indiquer que Blücher voulait marcher sur Reims, Marmont estime qu’il ne s’agit que d’une diversion. En effet, quelques partis de cavalerie débouchent sur sa gauche. Il craint que d’autres corps d’armées prussiens n’aient profité du départ de Mortier pour franchir l’Aisne dans les environs de Soissons pour marcher sur Paris.

Le 18 mars 1814, Marmont a reçu l'ordre de Napoléon envoyé depuis Épernay le 17 mars à 18 h 30 : 

« L’empereur, en arrivant ici, a appris que l’ennemi [Schwarzenberg] a passé la Seine[…] Sa Majesté est résolue de marcher sur Troyes. Le quartier général de l’Empereur sera demain à Sommessous et après-demain à Arcis. Sa Majesté laisse à Épernay le général Vincent[…] Sa Majesté, Monsieur le Duc, désire que fassiez faire le plus de mouvements possible à votre cavalerie pour en imposer à Blücher et gagner du temps. Si Blücher passait l’Aisne, vous devez lui disputer le terrain et couvrir la route de Paris. Il est probable que le mouvement de l’Empereur obligera l’ennemi [Schwarzenberg] à repasser la Seine, ce qui arrêtera Blücher et rendra disponible le corps du duc de Tarente, qui alors vous serait envoyé. […] Si Blücher prenait l’offensive dans la direction de Reims de manière à ce que cette ville se trouvât sous les pas de l’ennemi, et que vous et le duc de Trévise ne fussiez pas en état de la défendre, vous retireriez avec vous l’un ou l’autre, la garnison et les pièces de canons, et vous emmèneriez les gardes nationaux avec vous. »

— Signé le major général.
 L’ambiguïté réside dans ces deux expressions : « Si Blücher passait l’Aisne, vous devez couvrir la route de Paris » et « Si Blücher marchait sur Reims, vous vous retireriez ». Car dans le second cas l'ordre ne précise pas dans quelle direction Marmont doit se retirer : sur Paris ou sur Châlons ? Pour Marmont, si les Prussiens marchent sur Reims, il doit se replier sur Paris, car pour lui, sa mission doit être de protéger la capitale. Cette conviction résulte certainement de conversations qu’il a eu avec l’Empereur dans les jours qui ont suivi la bataille de Laon et celle de Reims. Or ce n’est plus du tout l’esprit de Napoléon depuis qu’il a décidé, le 17 mars au soir, de marcher sur Troyes. Dans ce cas, il faut absolument éviter que Blücher ne tombe sur Reims et ne prenne Napoléon à revers.
Le 19, Marmont fait savoir à Mortier où il se trouve, et lui demande de le rejoindre. Le duc de Trévise arrivé à Fismes, le duc de Raguse convient avec lui de retourner à Reims, 
Le 19 mars 1814, Marmont, toujours à Fismes, invite son collègue Mortier à le rejoindre pour réunir les deux corps d’armées. Les coalisés, qui ont franchi l’Aisne, se concentrent sur Roucy et Romain. C’est le signe pour Marmont que Blücher veut marcher sur Paris. Mortier quitte donc Reims pour Fismes. Mais à peine arrivé à Fismes vers midi, les maréchaux apprennent l’entrée à Reims de la cavalerie russe. Ils décident de s'y porter, y renvoyant en premier lieu la cavalerie de Belliard. Celui-ci installé dans la ville reçoit un contrordre dans la nuit : il doit retourner à Fismes, où les maréchaux souhaitent finalement se concentrer à la suite d'une incursion de la cavalerie prussienne. Mais la cavalerie ennemie de Winzingerode, bien supérieure en nombre, encercle déjà la ville, et Belliard refuse de bouger, tant le risque que sa troupe soit décimée est certain.
Le 20 mars 1814, les troupes de Mortier, épuisées par ces marches forcées, arrivent harassées dans Fismes. Les Français restent en position et ont quelques accrochages avec les Prussiens qui tentent de déboucher sur cette ville par Romain. Dans la nuit du 20 au 21, les maréchaux reçoivent la dépêche de Berthier. Napoléon les informe qu’il marche sur Arcis et que Schwarzenberg se replie par Troyes vers Bar-sur-Aube. Dans le même message, Napoléon reproche aux maréchaux d’avoir pris position à Fismes plutôt qu’à Reims. Dans une seconde lettre envoyée deux heures plus tard, Napoléon leur ordonne de partir sur le champ pour Châlons par Reims ou par Épernay. Ces dépêches, parties d’Arcis le 20 dans la matinée, prouvent que Napoléon renonce à défendre Paris. Il veut protéger ses arrières et empêcher la jonction de Blücher et de Schwarzenberg. Soit il ne croit pas que Blücher puisse marcher seul sur Paris, soit il pense que la défense de la capitale n’est pas prioritaire, et que seule une grande victoire sur Schwarzenberg peut sauver la France.
Le 21 mars 1814 au petit matin, les maréchaux se mettent en marche et quittent Fismes. Ils choisissent la route de Château-Thierry, puis remontent la Marne par Épernay et Châlons. Ils ne peuvent pas choisir la route directe qui va de Fismes à Épernay, car la chaussée est trop petite pour une marche rapide, et surtout la marche se ferait sous les yeux de l'armée ennemie qui pourrait sans mal prendre la colonne française par le flanc. Ils sont poursuivis à Château-Thierry par les corps prussien de Yorck et russe de Sacken pendant que le restant de l'armée de Silésie marche sur Reims en direction de Châlons.
Le 21 au soir, après une longue marche forcée, les maréchaux arrivent à Château-Thierry. Ils y rencontrent le général Vincent, qui se trouvait à Épernay avec 500 hommes, et qui en a été chassé par la cavalerie du corps de Wintzingerode venue de Reims et de la division de cavalerie Tettenborn venue de Châlons. Les maréchaux en ont été prévenus dans leur marche sur Épernay : plus question de partir vers Châlons par la Marne. Ignorant la bataille d’Arcis du 20 et du 21, ignorant que Napoléon marche effectivement sur Vitry, les maréchaux décident de marcher via Montmirail et Étoges afin de se placer aux débouchés d'Épernay. Si l’ennemi perdait un peu de temps, ils pourraient même gagner Châlons par la rive gauche de la Marne avant lui.
Le 22 mars 1814, au petit matin, ils franchissent la Marne. Après leur passage, ils font sauter le pont et ils arrivent à Montmirail en fin de journée. Ils ignorent que l’avant-garde du général Tettenborn, partie d'Épernay, est déjà à Sommesous : les maréchaux sont déjà coupés du restant de l’armée de Napoléon. Avec seulement 4 000 cavaliers, les maréchaux ne peuvent s'éclairer aussi loin et ils continuent leur route sur Bergères-lès-Vertus sans se douter des masses qui vont se refermer sur eux. Au même moment, les divisions Pacthod, Amey et un convoi, venus de Paris pour rejoindre l’Empereur à Vitry, sont à Sézanne. Ils ont devant eux la cavalerie de Seslavine de l'armée de Bohême qui a franchi l’Aube après la bataille d’Arcis.
Le 23 mars 1814, les maréchaux poursuivent leur route, emmenant avec eux la petite troupe de Vincent. Mais le mauvais état des chemins les oblige à se séparer. Marmont arrive le soir à Bergères-lès-Vertus, Mortier est à Étoges. En arrivant à Bergères, la cavalerie française apprend que des partis de cavalerie russe sont à Vertus, à quelques kilomètres au nord. La cavalerie française n’a aucun mal à les faire replier. Il s’agissait de l’arrière-garde de la cavalerie de Wintzingerode. Le restant de la cavalerie russe, qui forme l'avant garde de l'armée de Silésie, est déjà à Vatry. Les maréchaux ne peuvent donc plus ignorer que l’armée de Blücher marche plein sud et qu’ils vont être pris par le flanc. Plus grave, ils savent désormais que les Russes occupent Vatry, qui se trouve en plein entre eux et l’Empereur à Vitry. Les maréchaux ont été informés par les paysans que l'empereur a franchi la Marne vers Vitry, mais ignorent encore la bataille d'Arcis et ses conséquences. Les maréchaux hésitent. Mortier veut partir sur Sézanne, sur suggestion de Belliard : la ville est en ligne directe de communication entre Napoléon et Paris, ils auront une chance d'y trouver des informations. Marmont veut forcer le passage et gagner Vitry par Vatry,. Ce dernier ressort l’ordre qu’ils ont reçu le 20 mars au soir : l’Empereur veut que les maréchaux couvrent ses arrières. Ils n’ont reçu aucun nouvel ordre depuis le message du 20 mars. Or depuis, les choses ont tout de même considérablement évolué : il y a eu deux batailles à Arcis les 20 et 21, et Napoléon a changé son plan d’opération en décidant de marcher sur Saint-Dizier. Mais beaucoup plus grave, les maréchaux ignorent que toute l’armée de Bohême est en train de remonter sur eux. Alors qu'ils croient n'avoir à se méfier que de l'armée de Silésie au nord, ils vont se trouver pris en étau entre les Autrichiens et les Prussiens.
Car déjà l’armée de Schwarzenberg occupe Mailly (Giulay : 13 000), Poivres (Raïevski : 20 000), Sommepuis (Wurtemberg (de) : 13 000) et Courdemanges (Wrede : 24 000). La cavalerie de Pahlen et Tettenborn (5 000) sont à Soudé-Sainte-Croix. Les cosaques de Kaisarov (ru) et de Davydov (3 000) sont à Fère-Champenoise. Il y a même Seslavine (1 500) qui campe devant Sézanne depuis trois jours, au su et à la vue de la division Pacthod. Ce sont tout de même plus de 60 000 hommes et 15 000 cavaliers qui se trouvent entre Marmont et Napoléon.
Le 24 mars 1814, Marmont arrive à Soudé-Sainte-Croix, Mortier un peu plus en arrière, à Vatry. Le général Vincent a été renvoyé à Montmirail avec 300 hommes en arrière-garde, afin de surveiller les corps de Yorck et de Sacken, qui ne vont pas tarder à déboucher de Château-Thierry. Déboussolés, les maréchaux envoient dans la soirée des partis de cavalerie dans tous les sens. Le général Belliard est envoyé sur Châlons. À Nuisement, il apprend que la ville de Châlons est occupée par les Prussiens. Il y a là plus de 50 000 hommes. De son côté, Bordesoulle est envoyé sur Vitry. Il arrive tard dans la nuit à Coole où il rencontre l’avant-garde de Wrede qui débouche de la route de Vitry. Bordesoulle fait son rapport à Marmont qui n’en croit pas un mot. 100 000 hommes et 30 000 cavaliers marchent droit sur Marmont et il semble être le seul à l’ignorer.
Marmont a quelques raisons d’en douter. D’abord il y a les mouvements de troupes de Schwarzenberg dans la journée du 24. On l’a vu, le 23 au soir, Fère-Champenoise, Sompuis, Soudé-Sainte-Croix, Vatry étaient occupés. Le 24, toutes ces positions ont été évacuées par les coalisés. C’est le signe pour Marmont que les coalisés sont en pleine retraite. De plus, Marmont n’a vu que de la cavalerie en face de lui. Enfin, il y a l’absence d’ordres de l’Empereur. S'il y avait vraiment 130 000 ennemis devant lui, Napoléon l’aurait forcément prévenu à un moment ou à un autre. Les coalisés eux-mêmes ignorent la présence des maréchaux aussi près (on les croit sur Château-Thierry).
Le même jour, Pacthod, qui a réuni à lui la division Amey et le convoi venu de Paris, forme une troupe de 5 800 hommes à Sézanne. Lui est au courant pour la bataille d'Arcis, et sait également que l'empereur marche sur Saint-Dizier par Vitry. Il sait encore que la route de Sézanne à Vitry est coupée par la cavalerie ennemie, et une partie au moins de l'infanterie. Aussi, quand il apprend au petit matin la présence des maréchaux à Étoges, n’ayant aucune nouvelle de Napoléon, aucun contact avec les maréchaux (dont il ne dépend pas), il décide de son propre chef de les rejoindre,. Sans doute croit-il qu’ils marchent sur Châlons justement pour contourner l'armée de Bohême, qui remonte depuis le sud, mais lui ignore que l'armée de Silésie débouche droit sur lui par le nord. Quand il arrive le soir à Étoges, les maréchaux n’y sont plus. Pacthod parvient tout de même à apprendre que les maréchaux sont sur la Soude, leur envoie un officier pour se mettre sous leurs ordres et se prépare à les rejoindre le lendemain.
À Sézanne, le général Compans rejoint l’adjudant-commandant Jean Rémi Noizet (800 hommes laissés là par Pacthod) avec près de 800 cavaliers. Ils restent dans cette ville pour maintenir la liaison avec Paris. Vincent est entré dans Montmirail, qu'il est obligé d'évacuer le 24 face à la cavalerie de Ziethen.
De leur côté, les armées de Bohème et de Silésie ont fait leur jonction par leurs avant-postes dès le 22 mars à Sommesous. Le 23, ils portent leur quartier général à Pougy. Ils hésitent encore sur le parti à prendre : marcher sur Paris ou poursuivre Napoléon sur Vitry-le-François. Dans la journée, ils reçoivent un courrier de Napoléon (dont une copie est interceptée par les cosaques de Tettenborn) qui leur apprend la volonté de Napoléon de marcher sur Saint-Dizier pour y attirer les coalisés et dégager Paris. Le même jour, un message secret envoyé par Talleyrand exhorte les coalisés à marcher sur Paris. Un temps, Schwarzenberg se résout à marcher sur Paris et donne des ordres en conséquence. Mais le 24 au matin, il change d'avis et ordonne le repli général de sa cavalerie pour poursuivre Napoléon avec toute son armée. Le tsar Alexandre, appuyé par le roi de Prusse, s'y oppose : il veut marcher sur Paris. Aussitôt un conseil de guerre se tient au lieu-dit La Ferme de la Cense à Blacy, près de Vitry-le-François. Officiellement, c'est Schwarzenberg qui dirige les armées, les souverains russe et prussien ne sont là qu'en tant qu'observateurs. C'est donc le général Barclay de Tolly qui défend l'opinion du Tsar et demande au général Schwarzenberg de marcher sur Paris. Mais le général autrichien est inquiet pour sa ligne de communication, et craint que l'occupation de Paris n'apporte aucun avantage politique ou militaire. Coupé de l'empereur d'Autriche qui se retire sur Chaumont, Schwarzenberg manque de soutien politique pour imposer ses vues militaires. Il finit par céder lorsque le Tsar lui fait parvenir plusieurs courriers interceptés adressés à Napoléon et venus de Paris. Il y a notamment un courrier du duc de Rovigo, ministre de la police impériale, qui informe Napoléon que plusieurs complots royalistes se préparent dans la capitale. C'est le signe qu'une occupation de Paris amènera la chute de l'Empire. Schwarzenberg donne donc vers 15 heures l'ordre général de marcher sur Paris, et d'envoyer seulement les 10 000 hommes de Wintzingerode à la poursuite de Napoléon, tout en masquant le mouvement des armées coalisées.
Le 25 mars 1814, c’est le combat de Fère-Champenoise, ou plutôt les combats. Car Marmont et Mortier vont affronter la cavalerie de Schwarzenberg du côté de la grande route de Vitry à Sézanne, pendant que Pacthod va lutter contre la cavalerie de Blücher du côté de Villeseneux, avant que les deux combats ne se rejoignent vers 16 heures du côté de Fère-Champenoise.

## Disposition des forces en présence

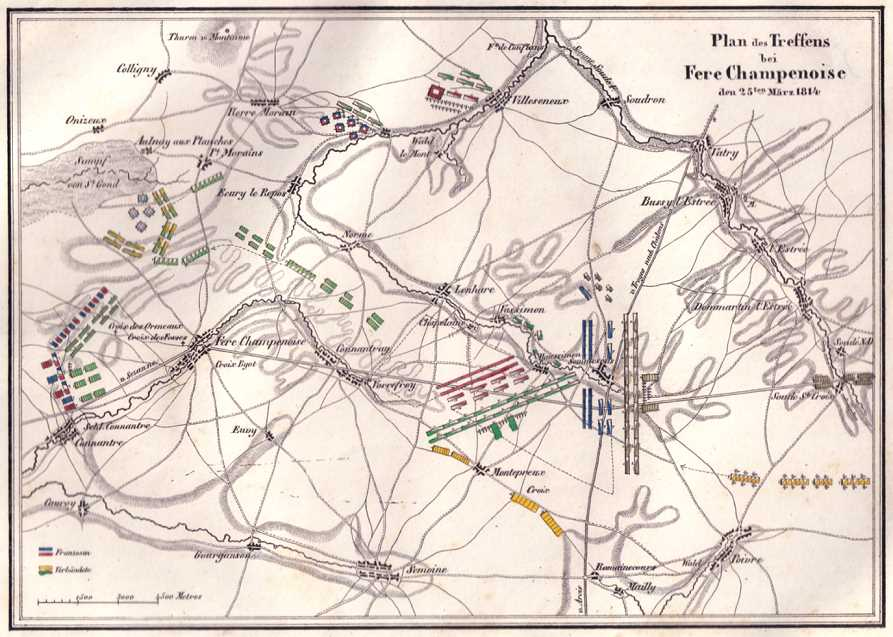
Bataille de Fère-Champenoise

### Troupes françaises
| Commandant                             | Corps d'armée                   | Division                             | Infanterie | Cavalerie | Artillerie | Positions et Observations                                                                          |
| -------------------------------------- | ------------------------------- | ------------------------------------ | ---------- | --------- | ---------- | -------------------------------------------------------------------------------------------------- |
| Maréchal Mortier, duc de Trévise       | Vieille Garde Impériale         | Général Christiani                   | 2 220      |           | 10         | Vatry                                                                                              |
| Maréchal Mortier, duc de Trévise       | Vieille Garde Impériale         | Général Curial                       | 2 700      |           | 10         | Vatry                                                                                              |
| Maréchal Mortier, duc de Trévise       | Vieille Garde Impériale         | Général Charpentier                  | 2 260      |           | 10         | Vatry                                                                                              |
| Maréchal Mortier, duc de Trévise       | Cavalerie de la Garde Impériale | Général Roussel                      |            | 1 500     |            | Lettrée                                                                                            |
| Maréchal Mortier, duc de Trévise       | Cavalerie de la Garde Impériale | Général Ghigny                       |            | 550       |            | Vatry                                                                                              |
| Maréchal Marmont, duc de Raguse        | 6e corps                        | Général Ricard                       | 880        |           | 12         | Soudé-Sainte-Croix                                                                                 |
| Maréchal Marmont, duc de Raguse        | 6e corps                        | Général Lagrange                     | 2 200      |           | 14         | Soudé-Sainte-Croix                                                                                 |
| Maréchal Marmont, duc de Raguse        | 6e corps                        | Général Arrighi                      | 1 820      |           | 12         | Soudé-Sainte-Croix                                                                                 |
| Maréchal Marmont, duc de Raguse        | 1er corps de cavalerie          | Général Bordesoulle                  |            | 1 300     |            | Coole                                                                                              |
| Maréchal Marmont, duc de Raguse        | 1er corps de cavalerie          | Général Merlin                       |            | 1 000     |            | Soudé-Sainte-Croix                                                                                 |
| Général Pacthod, commandant provisoire | 7e corps                        | Général Pacthod                      | 4 000      | 100       | 12         | Bergères-lès-Vertus                                                                                |
| Général Pacthod, commandant provisoire | 11e corps                       | Général Amey                         | 1 800      |           | 6          | Bergères-lès-Vertus                                                                                |
| Général Compans, commandant provisoire |                                 | adjudant-commandant Jean-Rémi Noizet | 800        | 800       |            | A Sézanne (seule une brigade de cavalerie de 400 hommes, colonel Leclerc, participe à la bataille) |
| Général Compans, commandant provisoire |                                 | Général Vincent                      | 800        | 800       |            | A Montmirail (ne participe pas à la bataille)                                                      |
| TOTAL                                  |                                 |                                      | 18 880     | 5 350     | 86         | |

### Troupes alliées
| Commandant                 | Corps d'origine                                            | Division                       | Troupes              | Cavalerie | Artillerie | Positions et observations                         |
| -------------------------- | ---------------------------------------------------------- | ------------------------------ | -------------------- | --------- | ---------- | ------------------------------------------------- |
| Prince royal de Wurtemberg | 6e corps de l'armée de Bohême                              | Général Pahlen                 | Hussards et cosaques | 3 500     | 12         | Rive gauche de la Marne, face à Vitry-le-François |
| Prince royal de Wurtemberg | 4e corps de l'armée de Bohême                              | Prince Adam de Wurtemberg (de) | Hussards             | 2 000     |            | Blacy                                             |
| Prince royal de Wurtemberg | Garde Impériale Russe (réserve de Barclay de Tolly)        | Général Kretov (ru)            | Cuirassiers          | 1 600     | 12         | Maisons                                           |
| Général Nostiz             | 3e corps de l'armée de Bohême                              | Général Gyulay                 | Hussards             | 900       | 6          | Courdemanges                                      |
| Général Nostiz             | Garde Impériale Autrichienne (réserve de Barclay de Tolly) | Général Nostiz                 | Cuirassiers          | 2 800     | 18         | Courdemanges                                      |
| Grand-duc Constantin       | Garde Impériale Russe (réserve de Barclay de Tolly)        | Prince Galitzine               | Cuirassiers          | 1 600     | 12         | Courdemanges                                      |
| Grand-duc Constantin       | Garde Impériale Russe (réserve de Barclay de Tolly)        | Général Chevitch               | Cavalerie légère     | 2 400     | 12         | Courdemanges                                      |
| Grand-duc Constantin       | Garde Royale Prussienne (réserve de Barclay de Tolly)      |                                | Hussards             | 800       | 8          | Courdemanges                                      |
| Général Seslavine          | 7e corps de l'armée de Bohême                              | Général Seslavine              | Cosaques             | 1 500     | 2          | En avant de Sézanne                               |
| Général Korff              | corps de russe de Langeron (armée de Silésie)              | Général Korff                  | cavalerie légère     | 2 200     | 22         | Châlons-sur-Marne                                 |
| Général Korff              | corps de russe de Langeron (armée de Silésie)              | Chtcherbatov                   | Cosaques             | 500       |            | Châlons-sur-Marne                                 |
| Général Korff              | corps de russe de Langeron (armée de Silésie)              | Grekov                         | Cosaques             | 2 700     |            | Châlons-sur-Marne                                 |
| Général Vassiltchikov      | corps russe de Sacken (armée de Silésie)                   | Général Vassiltchikov          | cavalerie légère     | 1 450     | 12         | Châlons-sur-Marne                                 |
| Général Vassiltchikov      | corps russe de Sacken (armée de Silésie)                   | Général Loukovkine (ru)        | Cosaques             | 2 450     |            | Châlons-sur-Marne                                 |
| TOTAL                      |                                                            |                                |                      | 26 400    | 116        |                                                   |

## La bataille de Fère-Champenoise

### Combat des maréchaux Marmont et Mortier
3 h 30, Pahlen quitte les bords de la Marne pour Coole.
6 h, Mortier se met en marche en direction de Soudé-Sainte-Croix.
7 h 30, Pahlen arrive à Coole d'où il chasse les avant-postes de Marmont. Au même moment, Mortier arrive de sa personne (mais sans ses troupes) à Soudé-Sainte-Croix où il rencontre Marmont. Les deux hommes pensent à se replier sur Sommesous. Mais comme les troupes de Mortier sont en marche entre Vatry et Soudé-Sainte-Croix, les deux maréchaux décident de maintenir leur position à Soudé-Sainte-Croix en attendant la jonction des deux corps français, malgré l'immense armée qui se déploie sous leurs yeux. Mortier retourne sur Dommartin pour faire accélérer la marche de ses troupes.
8 h, Pahlen arrive à portée de Soudé-Sainte-Croix. Marmont fait prendre position à ses troupes sur les hauteurs entre Soudé-Sainte-Croix (Lagrange) et le sud de Dommartin (Arrighi), la cavalerie de Bordesoulle au sud de la chaussée de Vitry à Sézanne.
8 h 30, Pahlen envoie les cosaques d'Ilovaïsky sur Dommartin-Lettrée, Dekhterev (ru) sur Soudé-Notre-Dame, Delianov (ru) sur la grande route droit sur Soudé-Notre-Dame avec les douze pièces d'artillerie, et enfin la cavalerie du prince Adam de Wurtemberg au sud de la chaussée.
9 h, Marmont engage son artillerie contre celle de Delianov tout en tenant la cavalerie ennemie à distance de Soudé-Sainte-Croix. Au même moment, la division de cavalerie Roussel arrive à Dommartin à la tête de la colonne de Mortier, il est suivi par Christianni, puis Curial et Charpentier qui se trouve encore à Bussy.
9 h 15, Ilovaïsky traverse la Soude à Lettrée, coupant la division Charpentier du restant de l'armée. Malgré une tentative, Charpentier ne parvient pas à reprendre Lettrée et décide de marcher directement sur Sommesous à travers champs.
9 h 30, Mortier a réuni ses deux divisions d'infanterie et ses deux de cavalerie aux forces du maréchal Marmont. L'entrée en ligne de la cavalerie ennemie oblige les Français à prendre une position plus reculée, en arrière de Soudé-Sainte-Croix. Marmont laisse deux compagnies de voltigeurs dans le village de Soudé, afin de couvrir son repli. Les deux compagnies sont attaquées et détruites par Delianov, malgré une charge infructueuse de Bordesoulle pour tenter de les sauver.

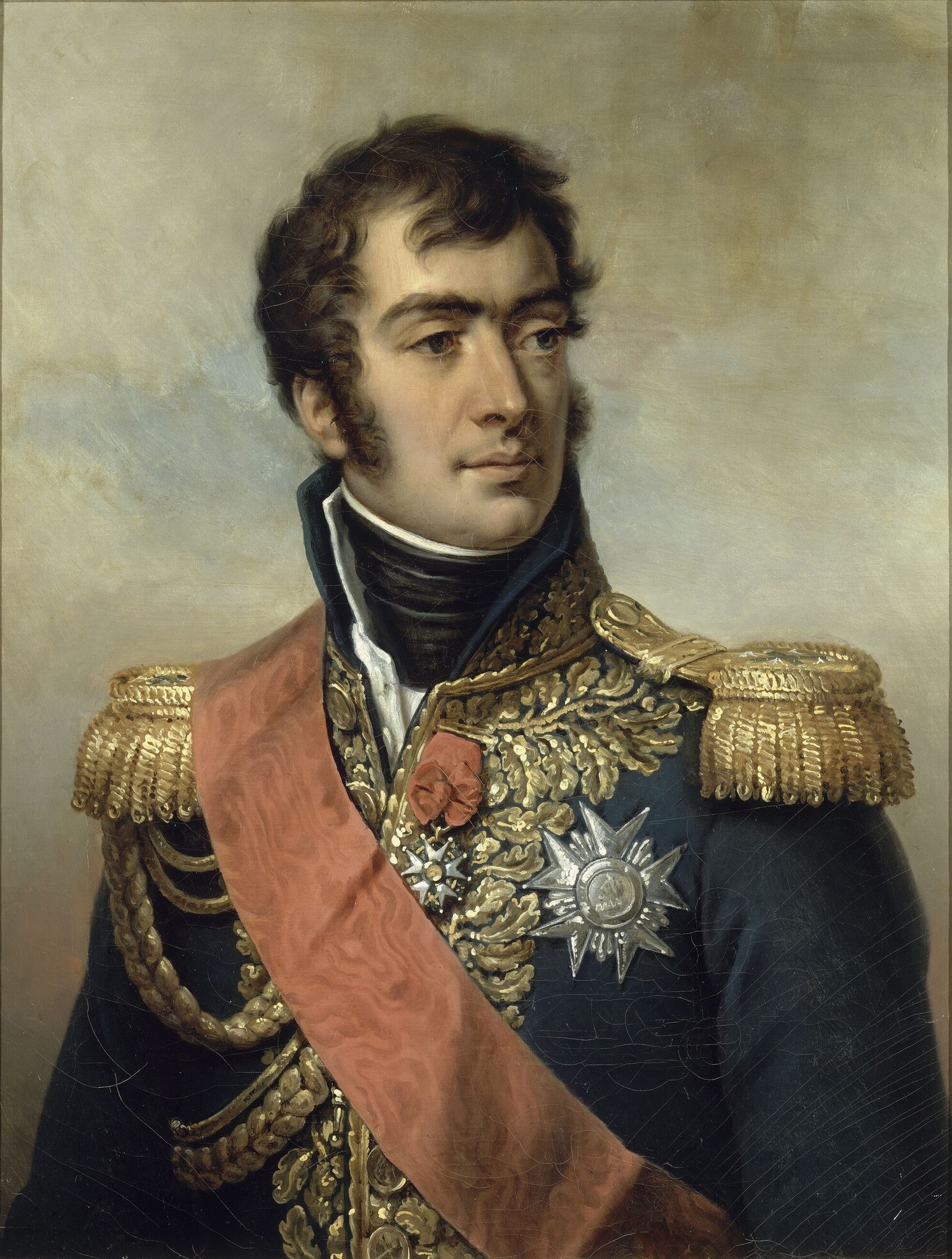
Auguste Frédéric Louis Viesse de Marmont

L'armée française opère sa retraite sur Sommesous, l'infanterie en échelon par division, la cavalerie en arrière-garde. Le prince royal de Wurtemberg lance un assaut général avec toute sa cavalerie.
10 h, Marmont et Mortier arrivent à Sommesous où ils sont rejoints par la division Charpentier, qui a réussi à se faire jour à travers les cosaques d'Ilowaisky. Toujours sous les charges incessantes de cavalerie, les deux corps des maréchaux poursuivent leur retraite.
10 h 30, ils prennent position entre Chapelaine et Montépreux, la cavalerie toujours en première ligne, l'infanterie en seconde, protégeant l'artillerie qui continue de tenir les cavaliers ennemis à distance. La cavalerie d'Adam de Wurtemberg, de Kretov et la brigade Delianov suivent de près l'armée française par la grande route, pendant que Dekhterev marche sur Vassimont et Ilovaïsky sur Lenharrée. Le front se stabilise et l'artillerie française parvient à maintenir à distance la cavalerie et l'artillerie ennemie.
12 h, les deux divisions autrichiennes du général Nostiz débouchent de Mailly sur la droite de la ligne française. Les maréchaux décident donc le repli avant que ces nouvelles troupes ennemies n'entrent en ligne et la retraite commence, les divisions en échiquier. Profitant de mouvement de repli, le général Pahlen lance une attaque générale sur le centre français, au niveau de la grande route. Les cuirassiers de Bordesoulle couvrent la retraite et repoussent deux assauts de Pahlen. Mais au troisième assaut, les cuirassiers français sont enfoncés et se replient, poursuivis par les cavaliers russes. Le général Belliard, de la division Roussel, charge les Russes de Pahlen avec 400 cavaliers, et parvient à dégager un temps les cavaliers de Bordesoulle, mais une quatrième charge de Pahlen enfonce à nouveau la cavalerie française. Cette fois les cavaliers français doivent se replier à l'abri de l'infanterie française, formée en carrés.
Un peu avant 13 heures, la colonne française, pressée de tous côtés arrive en avant du ravin de Connantray, obstacle naturel qui stoppe la retraite française. Au même moment, le Grand-duc Constantin débouche avec sa cavalerie depuis Semoine. La situation de l'armée française est critique. Un violent orage de pluie et de grêle s'abat sur le champ de bataille, achevant de désorganiser l'armée française. Le prince royal de Wurtemberg en profite pour lancer un assaut général. La cavalerie française est une nouvelle fois enfoncée et doit encore se réfugier derrière les carrés français. Les maréchaux décident de sacrifier la division Charpentier pour sauver l'armée. Les deux brigades Jamin et Lecapitaine se portent en avant en quatre carrés et se positionnent entre la droite de la route et la gauche de Vaurefroy.
Pendant que le gros de l'infanterie française s'écoule par le pont de Connantray, les généraux Jamain et Lecapitaine affrontent les charges successives de la cavalerie ennemie. Mortier et Marmont passent d'un carré à l'autre pour encourager les troupes.
Vers 14 h, l'orage cesse. Le gros de l'armée française a réussi à franchir le ravin, mais vingt-quatre pièces de canons et soixante caissons ont été abandonnés sur la rive est du ravin. Et il reste toujours les quatre carrés de la division Charpentier sur l'autre rive. Les deux carrés de la brigade Jamin sont enfoncés par les cuirassiers du prince Galitzine. Le général Jamin et ses troupes sont faits prisonniers. Lecapitaine parvient à franchir le ravin mais a subi de lourdes pertes, il a dû abandonner toute son artillerie.
Vers 14 h 30, l'armée française poursuit sa retraite. La cavalerie ennemie est à son tour stoppée par le ravin, ce qui fait gagner un peu de temps aux Français et leur permet de se réorganiser. Mais déjà la cavalerie de Pahlen débouche sur la gauche par Normée sur Fère-Champenoise et celle du Grand-duc déborde sur la droite par Vaurefroy. Une nouvelle charge sur le centre de la ligne désorganise l'armée française, qui ne forme plus qu'une immense colonne de carrés le long de la route autour de laquelle tournoient les cavaliers autrichiens et russes. La cavalerie française, totalement désorganisée est en partie au milieu des carrés français, en partie débandée en arrière de Fère-Champenoise où elle tente de se reformer. À ce moment, le 9e régiment de marche du colonel Leclerc (division Noizet) débouche de Fère-Champenoise, et par une charge vigoureuse parvient à dégager la colonne française. Les cavaliers ennemis se replient pour reformer leurs lignes.
15 h, la colonne française traverse le village de Fère-Champenoise sans s'y arrêter. La cavalerie coalisée marque une pause. Les maréchaux en profitent pour reformer la ligne, entre Linthes et Connantray : l'infanterie à gauche en masse par bataillons, le gros de la cavalerie à droite, l'artillerie au centre. Une faible ligne de cavalerie est étendue en avant sur l'ensemble du front. Face à eux, le prince de Wurtemberg a déployé Ilovaïski et Delianov face à Connantray, les cuirassiers de Kretov au centre, la cavalerie de Wurtemberg et de Giulay face à Linthes, et enfin à l'extrémité du champ de bataille, la brigade de Dekhterev. Mais à la grande surprise des généraux français, les coalisés n'attaquent plus.
16 h, dans les rangs français, on entend le canon tonner sur les arrières de la cavalerie coalisée. On ignore ce qui provoque ce combat. Très vite la rumeur se répand : l'Empereur prend l'armée coalisée à revers. Les cris de Vive l'Empereur ! se répandent sur la ligne française et sans qu'aucun ordre ne soit donné, la cavalerie de Bordesoulle se porte en avant, suivie par toute l'armée française. L'offensive est générale et culbute les premières lignes de cavalerie coalisée. Mais très vite l'armée française est prise par le flanc par la cavalerie de Seslavine qui débouche sur la droite française par la route de Sézanne. La venue de ces nouveaux ennemis pousse les maréchaux à ordonner le repli général sur Allemant. Le combat sur leurs arrières laissent quelque temps dans l'incertitude les coalisés, qui n'empêchent pas la manœuvre de s'effectuer.
Plus tard, on apprend que ce sont les troupes du général Pacthod qui ont provoqué ce combat sur les arrières de l'armée coalisée. Les maréchaux tentent en vain d'établir le contact avec les troupes de Pacthod, mais il est trop tard pour les secourir.
À la tombée de la nuit, l'armée française des maréchaux se concentre sur Allemant où elle prend ses quartiers pour la nuit.

### Combat du général Pacthod
7 h, le général Pacthod quitte Bergères-lès-Vertus et se dirige vers Vatry pour y rejoindre les troupes de Mortier. Au même moment, toute l'armée de Silésie quitte Châlons-sur-Marne pour rejoindre Meaux par la grande route qui passe à Bergères-lès-Vertus. Le général Korff marche en tête, suivi par la cavalerie du général Vassiltchikov puis par les corps d'infanterie Langeron, Sacken et Stroganov.
9 h 30, la cavalerie de Korff arrive à Bierges et y apprend qu'un convoi français se trouve sur la route de Vatry. Il dévie donc de sa route à la recherche de ce convoi.
10 h, le général Pacthod est arrivé à Villeseneux où il est rejoint par un officier du maréchal de Trévise, qui lui porte l'ordre de rester à Bergères-lès-Vertus, où on le croit encore. Mais l’ordre ne précise pas l'immense danger qui menace les troupes de Pacthod : toute l'armée de Silésie marche sur lui et le général l'ignore totalement. À la réception de l'ordre, voulant éviter une contre-marche à ses troupes épuisées, il décide de dételer le convoi pour abreuver les chevaux et reposer les troupes.

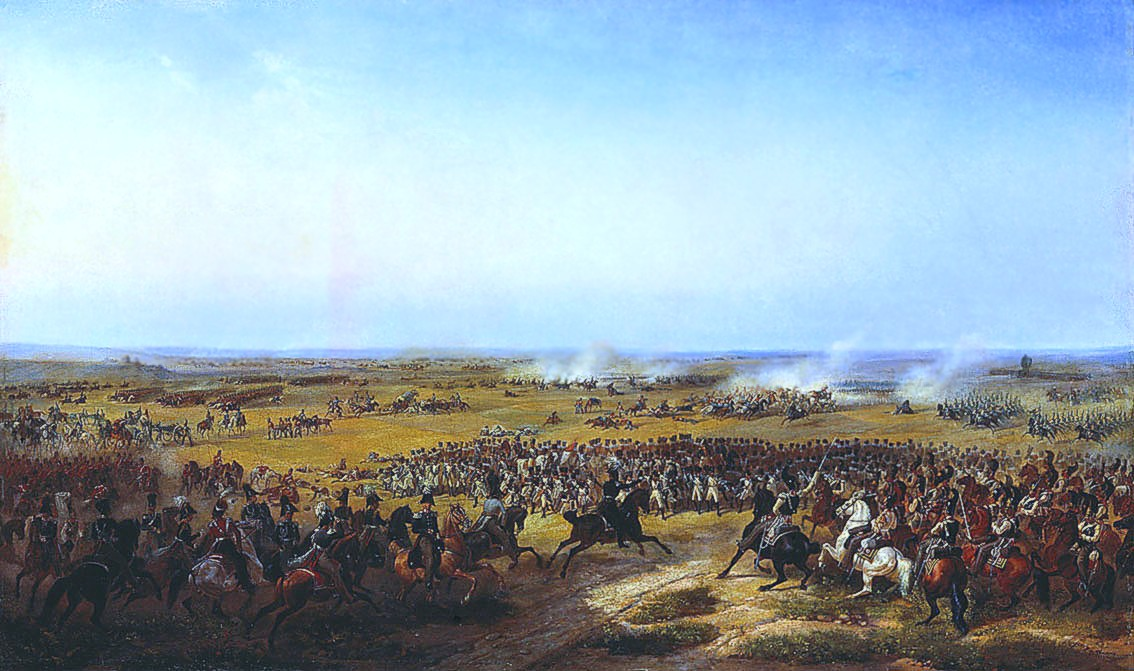
La Bataille de Fère-Champenoise par Georg Wilhelm Timm.

Vers 11 h 30, Pacthod aperçoit la cavalerie de Korff et met aussitôt ses troupes en bataille. Ses deux brigades forment une ligne, la droite appuyée au village de Villeseneux (occupé par un bataillon de voltigeurs), la gauche formée par un immense carré de la division Amey, le convoi au centre de ce carré. Ainsi formé, Pacthod repousse deux charges de Korff. Puis la canonnade s'engage. Pacthod essaye de gagner du temps. Pendant plus d'une heure et demie, il reste dans sa position, satisfait de repousser les charges de cavalerie et de sauver son convoi.
12 h 30, Vassiltchikov, attiré par le bruit du canon, débouche sur la gauche française par la route de Trécon. Pacthod décide cette fois de se retirer par la route qui mène à Fère-Champenoise. Son convoi de 80 voitures et 100 caissons d'artillerie se met en route, par une colonne de quatre voitures de front. Ses troupes forment six carrés d'environ 900 hommes chacun qui encadrent de le convoi. Ce convoi avance lentement, en échiquier, sous les charges répétées et repoussées de la cavalerie de Korff et Vassiltchikov. L'orage qui se déchaine met un temps fin aux hostilités.
14 h, le convoi arrive à Clamanges. Pacthod, qui s'aperçoit qu'il va bientôt être encerclé par les cavaliers qui le débordent sur sa droite, décide d'abandonner le convoi pour accélérer sa marche. Il veut dételer les caissons du convoi et doubler l'attelage de l'artillerie. Comme cette opération prend du temps, il laisse deux bataillons sous les ordres du major Caille dans le village de Clamanges pour retarder l'ennemi. Cette opération réussit et la colonne se remet en marche, toujours formée en six carrés. Mais l'artillerie à cheval des Russes a réussi à se rapprocher, et désormais la retraite des Français se fait sous les feux de l'artillerie en plus des charges de cavalerie.
15 h 30, les Français arrivent en vue d'Écury-le-Repos. Mais le village est déjà occupé par une brigade du général Korff et six canons. Les Français sont encerclés. Le général Delort, qui 
commande un carré de la division Amey, forme ses troupes en colonnes d'attaque et se lance à l'assaut du village à la baïonnette. Sa charge réussit. Mais arrivé sur une petite hauteur, il découvre toute l'armée de Bohème qui marche sur Fère-Champenoise, à la poursuite des maréchaux Marmont et Mortier. Pacthod ne perd pas de temps et décide de dévier sa route en direction des marais de Saint-Gond. Il pense pouvoir échapper à la cavalerie en s'engageant dans ces marais. Mais il y a trois kilomètres en rase campagne à parcourir, sous les feux et charges de l'ennemi.
Ce changement soudain de front perturbe un temps les cavaliers de Korff, dont les troupes sont épuisées et dispersées. Korff donne même un temps l'ordre de se replier pour se regrouper. Mais Vassiltchikov poursuit le combat et ses troupes viennent occuper Petit Morain et Petit-Aulnay pendant que son artillerie foudroie les carrés français.
16 h, le Tsar, le roi de Prusse et Schwarzenberg arrivent avec leur état-major sur une hauteur au sud d'Écury-le-Repos. Ils découvrent surpris les troupes de Pacthod dont ils ignoraient la présence. Côté Français, on pense un instant que ces quelques cavaliers sont les secours envoyés par les maréchaux. Vassiltchikov fait la même erreur et ses propres canons tirent à vue sur l'état-major du Tsar. Bien vite, le Tsar fait avancer une batterie de 48 canons et se met à son tour à tirer sur les batteries de Vassiltchikov qu'on prend pour des batteries françaises. Il faudra de longues minutes avant de s’apercevoir de la méprise de part et d'autre.
Cet incident a fait gagner quelques précieuses minutes aux troupes de Pacthod qui continuent leur avance vers les marais.
Vers 16 h 30, la colonne française, toujours formée en six carrés, est prise sous les feux croisés venus du sud et du nord. Le Tsar fait charger les gardes russes et prussiennes du Grand-duc Constantin. Il rappelle également en soutien une partie des cavaliers du prince de Wurtemberg. La charge des gardes russes parvient à enfoncer un carré français et à en entamer un second. Lorsque la cavalerie ennemie se retire pour se reformer, Pacthod reforme ses troupes en quatre carrés. Cette fois il est totalement encerclé par Vassiltchikov au nord, Korff à l'est et le Grand-duc Constantin au sud. Près de 78 canons mitraillent sa colonne, entièrement à découvert. Pacthod passe d'un carré à l'autre et fait jurer à ses troupes de mourir les armes à la main.
Le Tsar, impressionné par la résistance française, fait envoyer un de ses aides de camp, le général Rapatel, demander à Pacthod de se rendre. Le général Rapatel est un émigré français, aide de camp du général Moreau, qui s'est mis au service du Tsar en 1813. Mais l'officier commandant l’artillerie française, qui n'est autre que le propre frère du général Rapatel, fait ouvrir le feu à mitraille sur le parlementaire qui meurt sur le champ. Le combat se poursuit. Le carré du général Thévenet qui marche en tête arrive à proximité de Bannes, à quelques centaines de mètres des marais où il pense pouvoir se réfugier. Mais il est aussitôt foudroyé par une quarantaine de pièces de canons. Le carré, qui comptait encore environ 700 hommes, est entièrement décimé par l'artillerie. Les survivants sont sabrés par la cavalerie. Une nouvelle charge générale de toute la cavalerie tente d'enfoncer les trois carrés restants ; un seul cède. Les généraux Pacthod et Delort qui commandent les deux derniers carrés français parviennent à repousser l’assaut. Il ne leur reste que quelques centaines d'hommes valides chacun.
Un nouvel émissaire, le colonel von Thier, est à nouveau envoyé par le Tsar pour supplier le général Pacthod de mettre fin au massacre. Pacthod répond qu'il ne négocie pas sous le feu ennemi et fait aussitôt Von Thier prisonnier. Le Tsar ordonne le cessez-le feu et Pacthod se rend, son carré est fait prisonnier. Delort refuse et continue le combat : il repousse une nouvelle charge de cavalerie et essuie le terrible feu de toute l'artillerie adverse. Quelques minutes plus tard, il se rendra à son tour, après avoir brûlé jusqu'à ses dernières munitions. Dans la confusion qui suit le cessez-le-feu, environ un millier de Français parviennent à s'enfuir à travers les marais en profitant de l'obscurité.

## Conséquences
Les pertes de l'armée française lors du double combat de Fère-Champenoise sont de 9 000 hommes, dont 4 000 hommes et 6 généraux prisonniers, 48 canons, la totalité du convoi d'Amey soit 80 caissons contenant 200 000 rations de vivres et 100 caissons d'artillerie, et une vingtaine de caissons d'artillerie des maréchaux.
Les maréchaux ont perdu 1 500 cavaliers et 2 000 hommes d'infanterie, tués ou prisonniers, 32 canons et une vingtaine de caissons d'artillerie. Le général Pacthod a perdu 5 400 hommes dont 1 700 prisonniers et 3 700 morts ou blessés, la totalité de son convoi et de ses 16 pièces d'artillerie. Vincent, chassé de Montmirail, s'est réfugié à Rebais puis à Coulommiers, où il a réussi à rallier le millier d'hommes échappés du combat de Pacthod.
Les coalisés ont perdu environ 3 500 hommes, tous de cavalerie.
Le combat de Fère-Champenoise est un combat atypique dans les guerres napoléoniennes. C'est la première fois que seule la cavalerie et l’artillerie légère parvient à mettre en déroute une armée française de 25 000 hommes et 86 canons. Mais même si seule la cavalerie coalisée a participé au combat (26 400 cavaliers et 116 canons), la marche d'environ 180 000 hommes d'infanterie et 200 canons sur les arrières de la cavalerie coalisée a été déterminante. Elle a empêché les Français de se retrancher dans les villages à l'abri des cavaliers, comme le prévoient les procédures militaires en pareil cas, car toute perte de temps signifiait la fin de l'armée française. Les troupes françaises ont donc dû faire retraite en permanence sans pouvoir contre-attaquer sérieusement, ce qui a permis à la cavalerie coalisée d'infliger de lourdes pertes aux troupes des maréchaux.
Mais les raisons de la défaite sont à chercher dans le manque total de visibilité des armées françaises dans les jours précédant la bataille. Les deux maréchaux Mortier et Marmont ont foncé tête baissée au cœur d'une armée de 200 000 hommes et n'ont commencé leur retraite que le 25 mars à 10 heures, sans même prévenir le général Pacthod du danger qui le guettait. Ce dernier a attendu jusqu'à midi avant d'entamer sa retraite. De leur côté, les coalisés ont été tout aussi surpris de trouver des troupes françaises sur leur chemin. On pensait les maréchaux à Château-Thierry, derrière la Marne, pour protéger la capitale. Les attaques de cavaleries ont toutes été menés sans réelle coordination chaque colonne de cavalerie marchant au son du canon et chargeant dès qu'une opportunité se présentait. On ne peut pas réellement parler de bataille au sens classique et militaire du terme, mais plutôt d'un double combat. Malgré la supériorité de leur cavalerie, les coalisés n'ont jamais cherché à encercler les maréchaux, et c'est un peu par hasard qu'ils ont réussi à encercler le général Pacthod.
Les conséquences de la bataille de Fère-Champenoise sont d’accélérer la retraite des maréchaux sur Paris, et de les rejeter sur Provins plutôt que sur Meaux, où ils auraient pu disputer le passage de la Marne et ralentir la progression des armées coalisées malgré quelques combats comme à Claye. La perte de 9 000 hommes, soit un tiers de leurs effectifs, vient aussi diminuer fortement les moyens de défendre la capitale. L'objectif des maréchaux n'était pas d’empêcher les 200 000 coalisés d'entrer dans Paris car ils n'en avaient pas les moyens, mais de ralentir suffisamment leur marche pour permettre à l'armée de Napoléon de les rejoindre. Sous ce rapport, la défaite de Fère-Champenoise est décisive. 
En hommage à cette bataille victorieuse, de leur point de vue, les Russes donnent le toponyme de Fère-Champenoise, lors de sa fondation en 1842 (ou 1843) par des Cosaques, à un de leurs nouveaux villages (situé dans l'actuel oblast de Tcheliabinsk), proche des confins en cours de soumission de l'Asie centrale. En russe, alphabet cyrillique (et sans trait d'union), le nom de cette localité est Фершампенуаз ; à nouveau transcrit en caractères latins, et pour les francophones, son nom est Ferchampenouaz.